# Budějovické náměstí
Budějovické náměstí je někdejší název prostranství v Praze 4 na křižovatce ulic Olbrachtova, Vyskočilova a Budějovická, u severozápadního východu dnešní stanice metra Budějovická. Oficiálně tento název platil v letech 1941–1983. V průběhu osmdesátých let 20. století byl prostor zastavěn a ztratil charakter náměstí.
Díky dobré dopravní obslužnosti a velké občanské vybavenosti (poliklinika či obchodní dům DBK) se z Budějovického náměstí stalo přirozené centrum s širokým akčním radiem.

## Historie

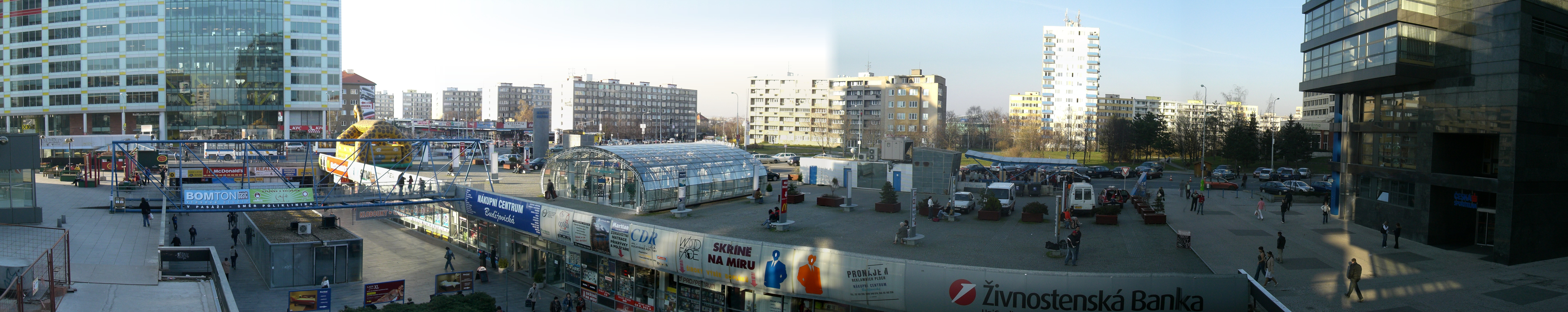
Panoramatický pohled na náměstí (2007)

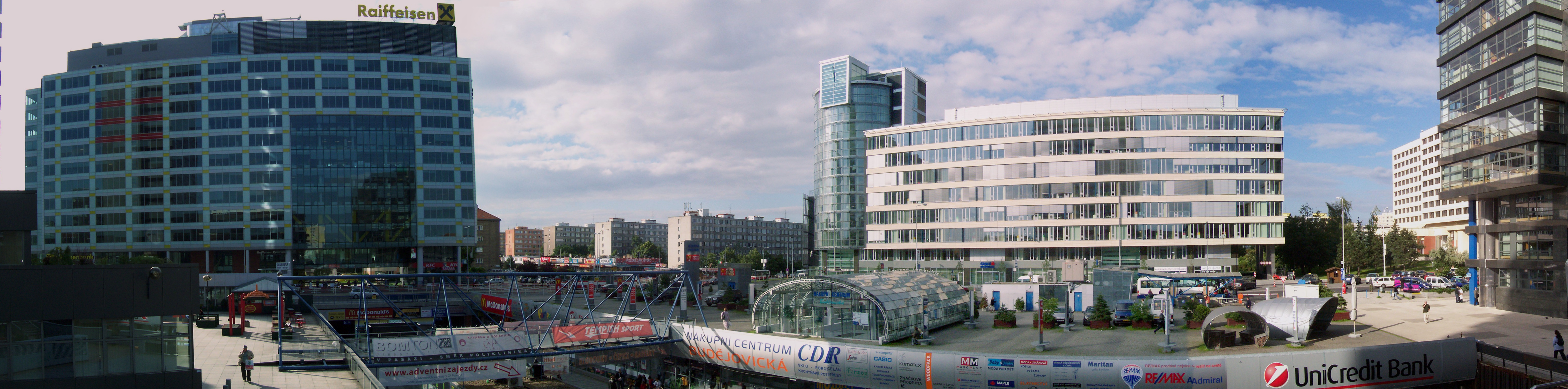
Panoramatický pohled na náměstí (2009)

V roce 1922 byly dosavadní samosprávné obce Nusle (jako bezmála šedesátitisícové město), Michle a Krč jako katastrální celky připojeny k Praze jako součást Praha XIV. Tehdy zanikl i Nuselský okres, zahrnující toto území. V tomto období vzrůstala privátní i družstevní bytová výstavba, zakládaly se průmyslové podniky (Jawa Janeček-Wanderer aj.) a byla zavedena městská hromadná doprava. Počet obyvatel se výrazně zvýšil.
Za protektorátu oblast stagnovala. Poválečné období s sebou přineslo řadu změn, po roce 1945 vznikla na místě náměstí Hasičská zbrojnice s vysokou dřevěnou věží. Po roce 1948 došlo k řadě reorganizací správního uspořádání s obvodem Praha XIV-Nusle. Zákonem č. 65 z roku 1960 vznikl obvod Praha 4, do něhož byla oblast zahrnuta (část Nuslí, domy přiléhající z východu k bastionům Vyšehradu a Nuselské údolí, připadla Praze 2).
V letech 1957–1964 v okolí vzniklo první panelové sídliště Herálecká, Antala Staška, následovala sídliště Pankrác I., II., III., sídliště Michelská a sídliště v Horní Krči.

## Doprava

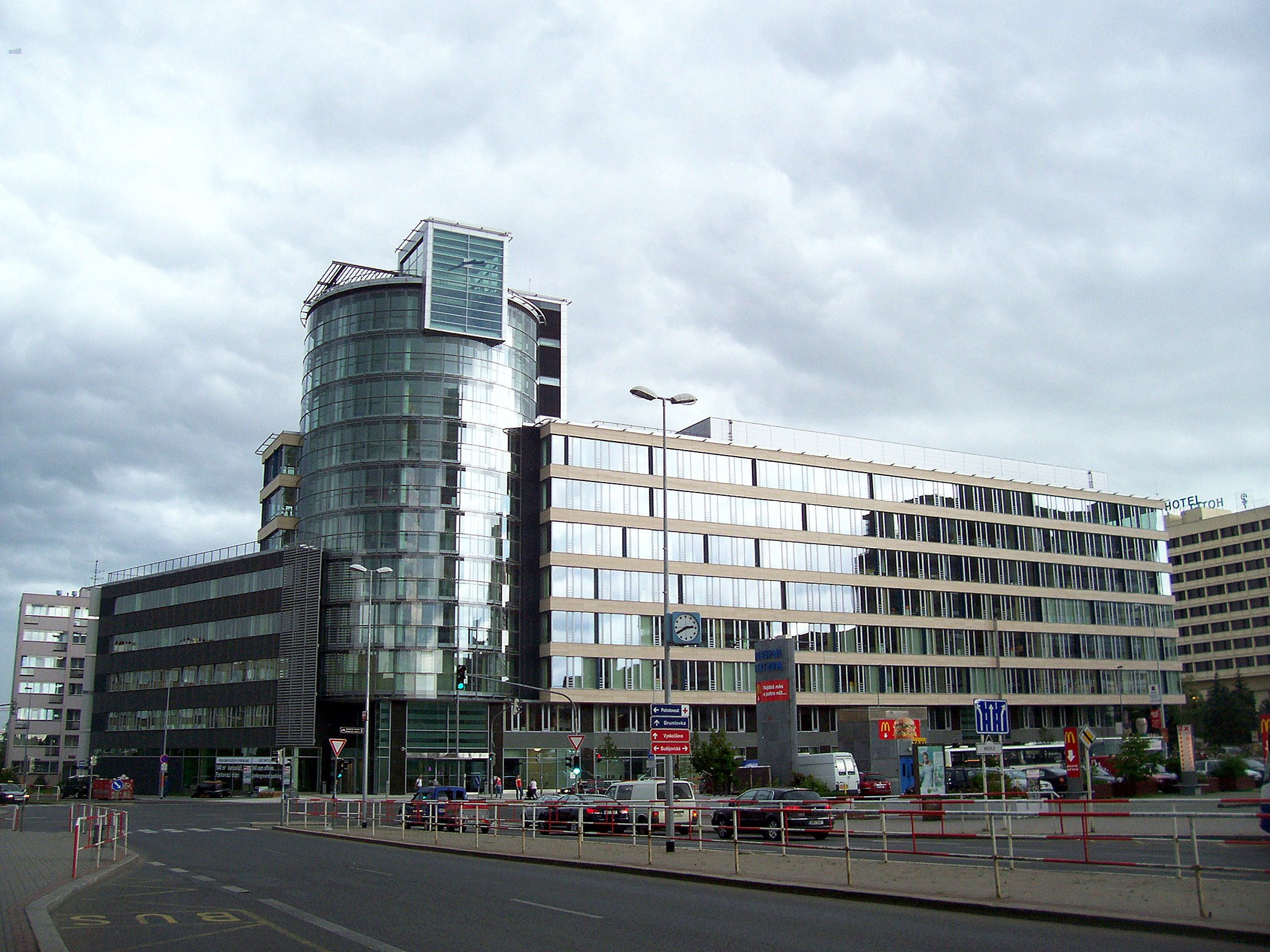
Trianon – nejnovější stavba na Budějovickém náměstí

Těžištěm celého náměstí je stanice metra linky C Budějovická. Od ní vyjíždějí autobusové linky pražské MHD i regionální linky, které obsluhují zejména jižní okolí Prahy. Důležitý je také dopravní vztah k nedalekému BB Centru. Nedostačující kapacitu stávajících linek MHD vyřešili nájemci centra zřízením bezplatné kyvadlové dopravy.

### Historie tramvajové trati
Roku 1930 byl zahájen provoz na tramvajové trati od pankrácké vozovny na Kačerov (trať byla vedena zhruba dnešními ulicemi 5. května, Hvězdova, Budějovická a Jihlavská ke smyčce na Kačerově). V roce 1938 se u křižovatky Budějovické ulice s Olbrachtovou se připojila novostavba tramvajové tratě na Ryšánku. V roce 1952 zahájila provoz smyčka (poblíž známé hospody Na Lísku) na Budějovickém náměstí, která měla odlehčit provozu na koncových úsecích.
26. září 1970 byl v důsledku výstavby Severojižní magistrály zastaven provoz od pankrácké vozovny ulicí 5. května a trať byla přeložena do ulice Na Pankráci a Na Veselí, navazující na ulici Nad Nuslemi, kde byla zřízena nová výstupní konečná stanice. 19. října 1970 byla s ohledem na výstavbu metra zrušena tramvajová trať od Budějovického náměstí na Kačerov a zároveň byl přerušen provoz na Ryšánku. Tramvajový provoz byl zkrácen do smyčky na Budějovickém náměstí. V roce 1974 pak byla trať v důsledku zprovoznění první linky pražského metra v úseku Na Veselí – Budějovické náměstí zcela zrušena. Od června 2021 jezdí však po nové části trati od Nuslí tramvaj č. 19 přes novou stanici Kotorská do nové konečné stanice u metra C v ulici Na Pankráci (Hvězdově).
Obnova tramvajového provozu je málo pravděpodobná, zvláště její vedení ulicí Antala Staška (tato ulice byla v roce 2007 zásadně přestavěna). Existují sice záměry na vybudování trati v trase Lihovar (Smíchov) – Dvorce – Jeremenkova – Budějovické náměstí – Pražského povstání, ale o této variantě se uvažuje již přes 30 let a nikdy se nedostala dále než do stádia předběžných úvah. V ulici Na Strži, Jeremenkově ulici i v Olbrachtově ulici je však nadále zachován středový pás zeleně jako prostorová rezerva pro možnou budoucí pokládku tramvajových kolejí.
Podle nového územního plánu by mělo dojít k prodloužení trati z Pankráce na křižovatku ulic Budějovické, Olbrachtovy a Vyskočilovy a zde by se měla dělit na dvě větve:jedna směrem Vyskočilovy ulice k Michelské plynárně a Nuselské třídě, druhá směrem Olbrachtovy ulice do Dvorců u Žlutých lázní v Podolí.

### Historie stanice metra

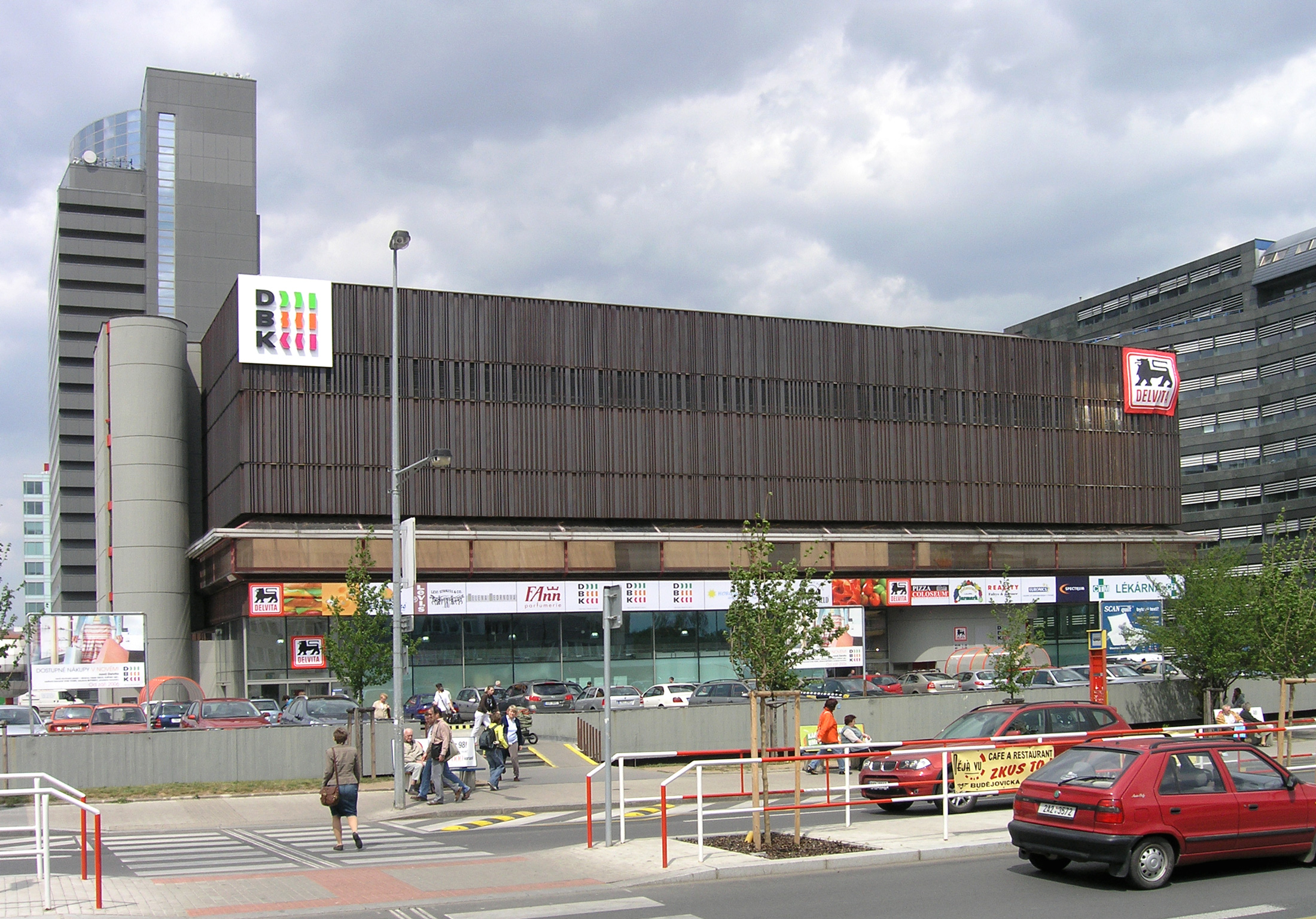
Dům bytové kultury od jihu

První plány pro podzemní tramvaj s výstavbou tunelů na Pankrácké pláni vůbec nepočítaly, tunelová část měla končit pár desítek metrů za nuselským mostem a oblast Budějovické tak měla být obsloužena tramvají na běžném povrchovém tělese. Změna nastala až po přehodnocení projektu, kdy se rozhodlo o stavbě metra bez „tramvajového“ mezikroku. I přesto nemuselo být metro na Budějovické vůbec jisté. Rozhodujícím faktorem totiž bylo nalezení vhodného pozemku pro stavbu depa, přičemž kačerovská varianta byla uvažovaná až mezi posledními. Nejprve se totiž počítalo s výstavbou v oblasti nádraží Praha-Krč (společně s původními plány na umístění sídliště Jižní Město do katastru Písnice), v tom případě by se první provozní úsek trasy metra C Budějovickému náměstí vyhnul a z Pankráce by zamířil přímo na jih, do oblasti Ryšánky a Dolní Krče.
Nejviditelnější změnou, které v terénu metro přineslo, bylo vytěžení stavební jámy pro hloubenou stanici, jež poté už nebyla zasypána v původní výši. Přes tuto jámu vznikly dva nové mosty (ulice Antala Staška a Olbrachtova); ty jsou dnes již málo viditelné, neboť např. u jižního mostu došlo při stavbě DBK a budovy ústředí České spořitelny k navýšení terénu na úroveň vozovky.

## Zajímavosti
- V rámci programu přiblížení prostoru někdejšího náměstí lidem se zde od roku 2004 pořádá slavnost zvaná Budějáles, jejíž organizaci zajišťují zejména žáci a studenti z blízkých školských zařízení (například nedaleké Gymnázium Budějovická). Součástí Budějálesu bývají hudební produkce, trhy a jiný stylový program.
- Někdejší podobu tohoto místa také vizuálně zachytil český hraný film Tam na konečné z roku 1957[5], který se odehrává v domě u někdejší tramvajové smyčky "Na lísku".

## Stavby
- Dům bytové kultury (1981)
- Budova ústředí České spořitelny (1996)
- Poliklinika Budějovická (1983) – dnes vlastněná spol. Medicon a.s.; od r. 2010 v nové budově přistavěné k původní hlavní budově polikliniky (dnes ÚMČ P4)
- Úřad městské části Praha 4 - ve zrekonstruované a přistavěné bývalé hlavní budově polikliniky
- ČS Olbrachtova – stavěno od roku 1988 jako hotel, z velkého projektu postavena jen současná část, převzato ČS a dokončeno 1995, 22 podlaží, kovový obklad
- ČS Budějovická – výšková budova stavěna 1992–1994 (arch. Pavla Kordovská), obklad z leštěného kamene
- ČS Poláčkova – budova asi z r. 1999 s půdorysem ve tvaru E, obklad keramický
- Nákupní centrum Budějovická (1996) – bezbariérově přístupné obchodní centrum o dvou podlažích s parkovištěm na střeše
- Raiffeisen Bank (2003) – nad severozápadním výstupem z metra
- Budějovická alej (2005) – administrativně obchodní budova při ul. Antala Staška
- Trianon (2009) – na nároží ulic Budějovická a Vyskočilova, finální stavba urbanistické koncepce prostranství na místě bývalé tramvajové smyčky
- Tetris Office Building (2013) – na nároží ulic Budějovická a Sedlčanská
- Hotel ILF – na nároží ulic Budějovická a Sedlčanská, mezi Tetris Office Building a Trianonem
- ZŠ Poláčkova – v ulici Poláčkova, naproti ČS Poláčkova

## Fotogalerie

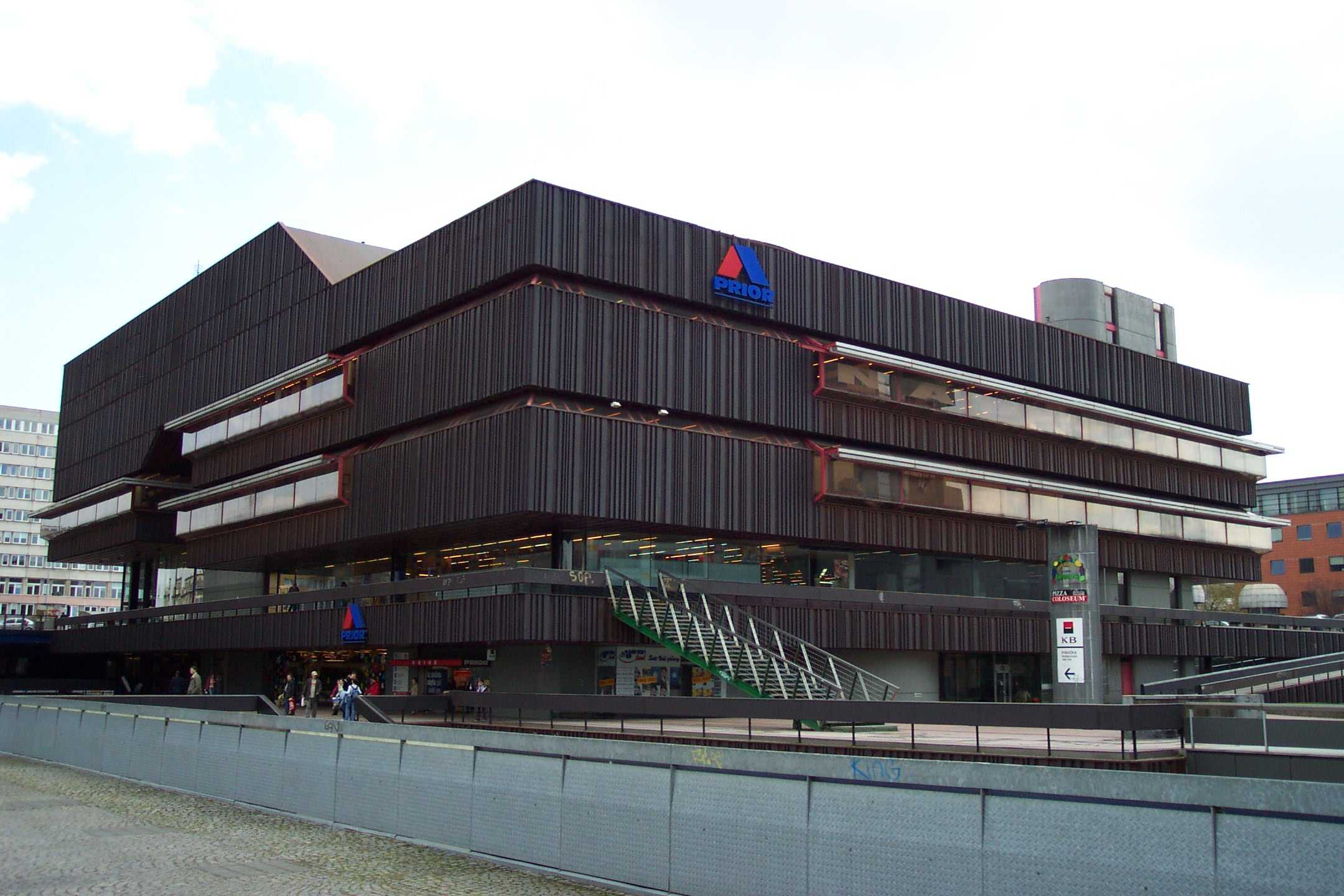
Dům bytové kultury
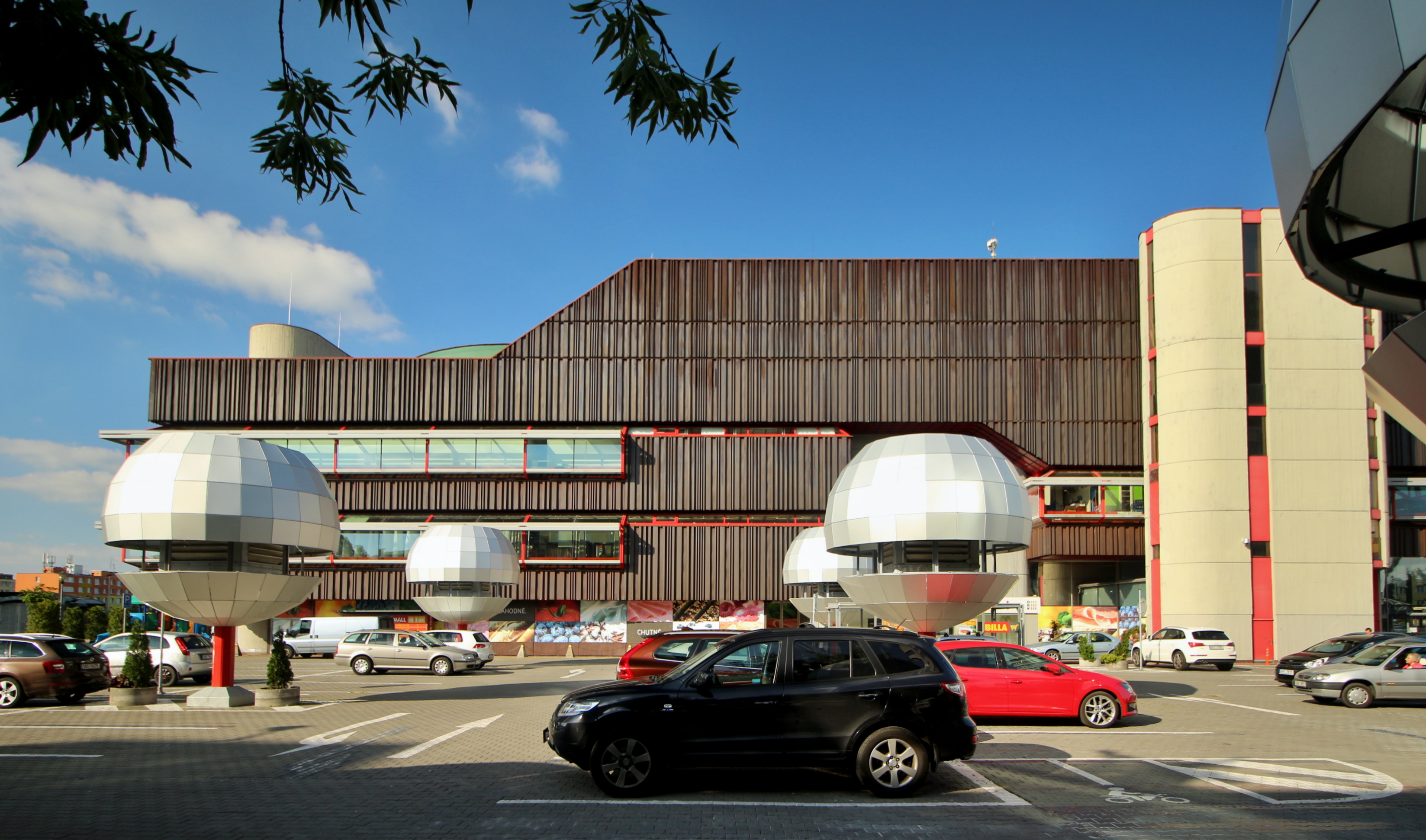
Dům bytové kultury
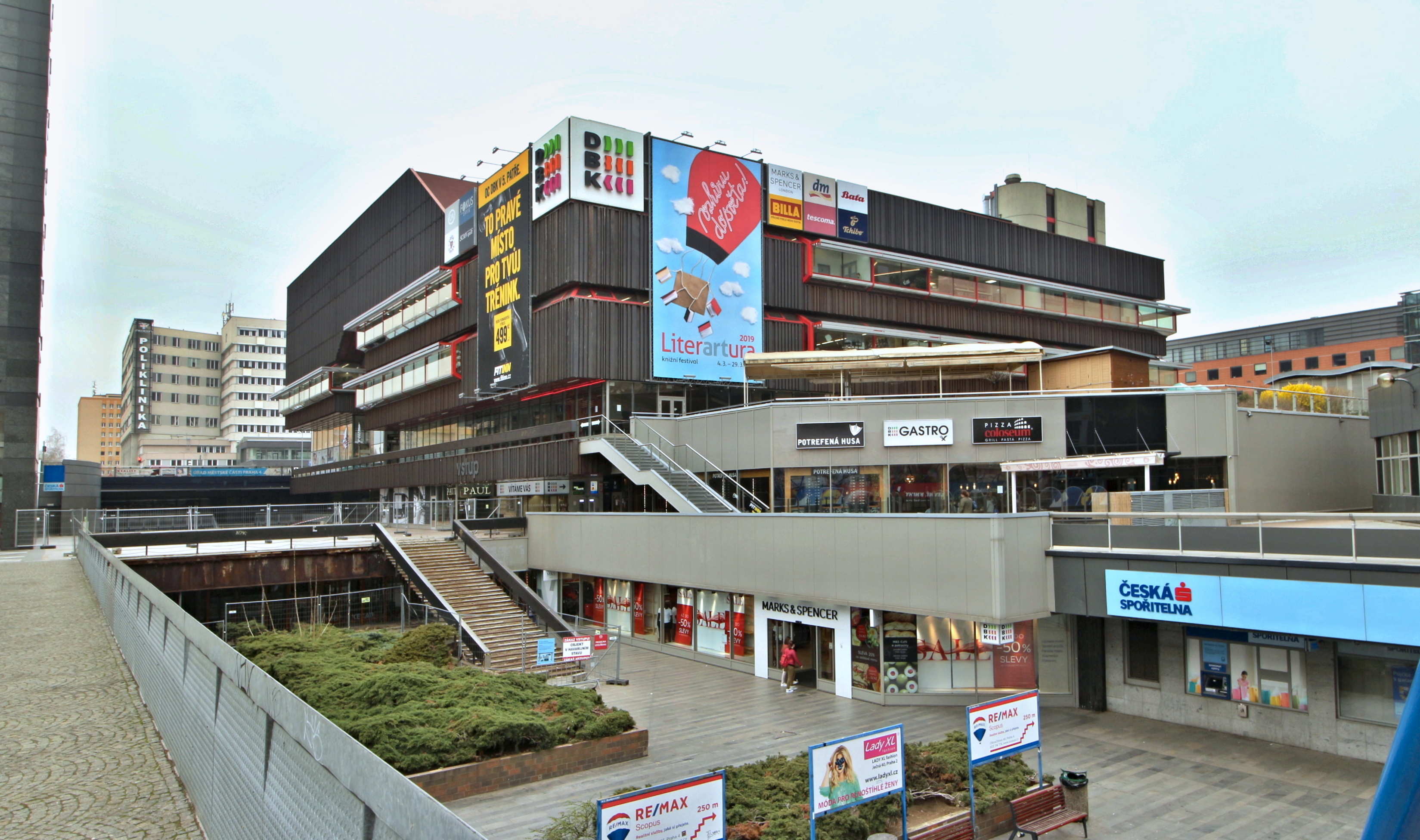
Dům bytové kultury a podzemní koridor
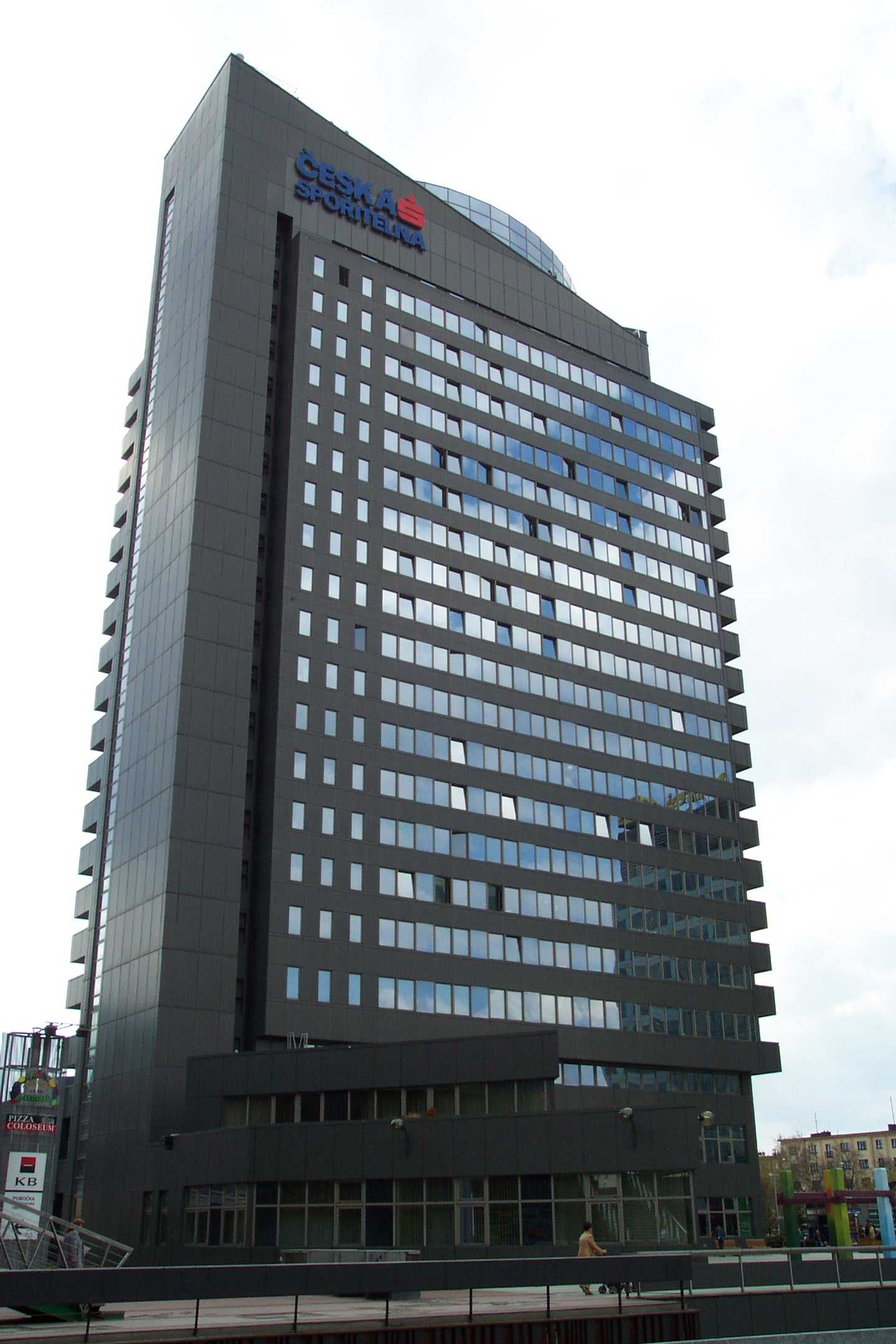
První stavba České spořitelny (Olbrachtova)
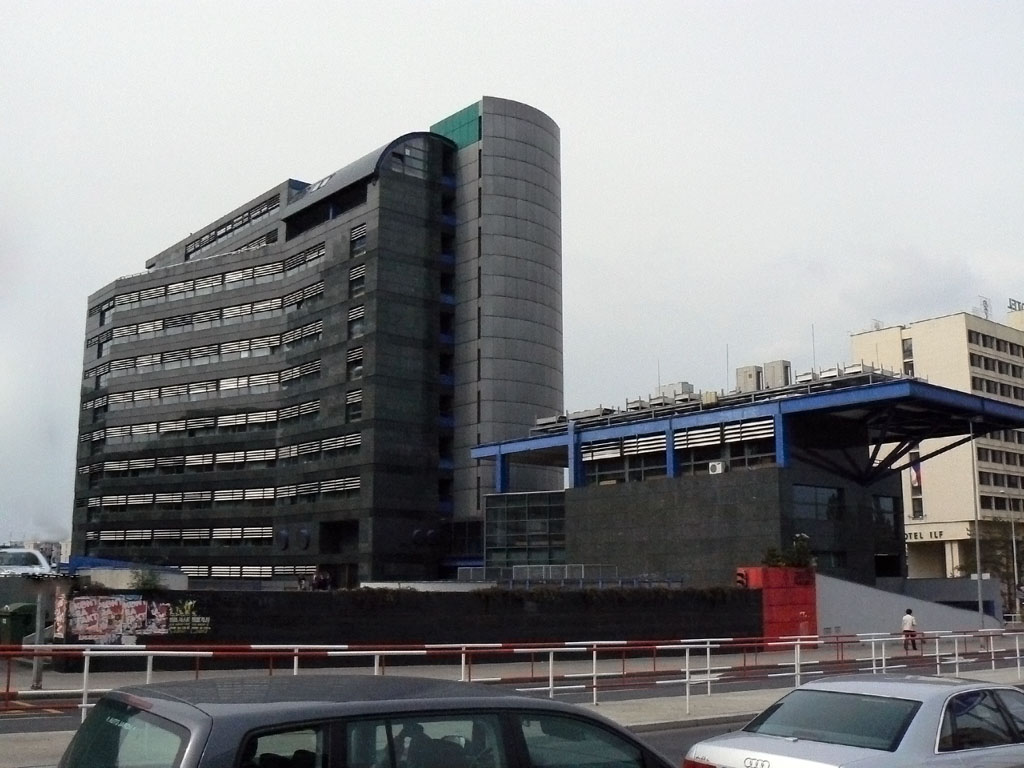
Druhá stavba České spořitelny (Budějovická)
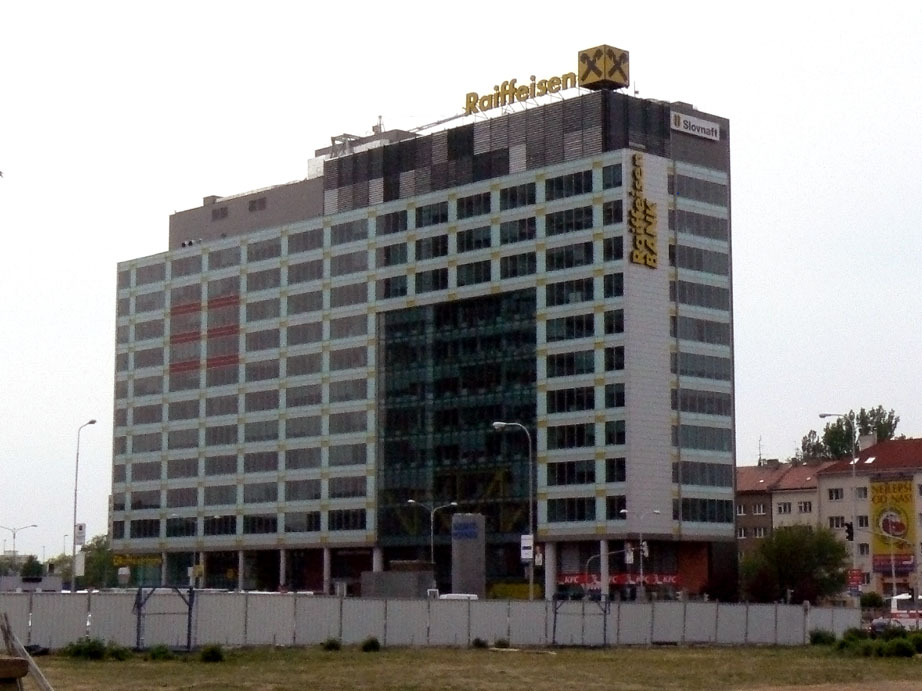
Budova Raiffeisen Bank (přezdívaná „Bazén“)
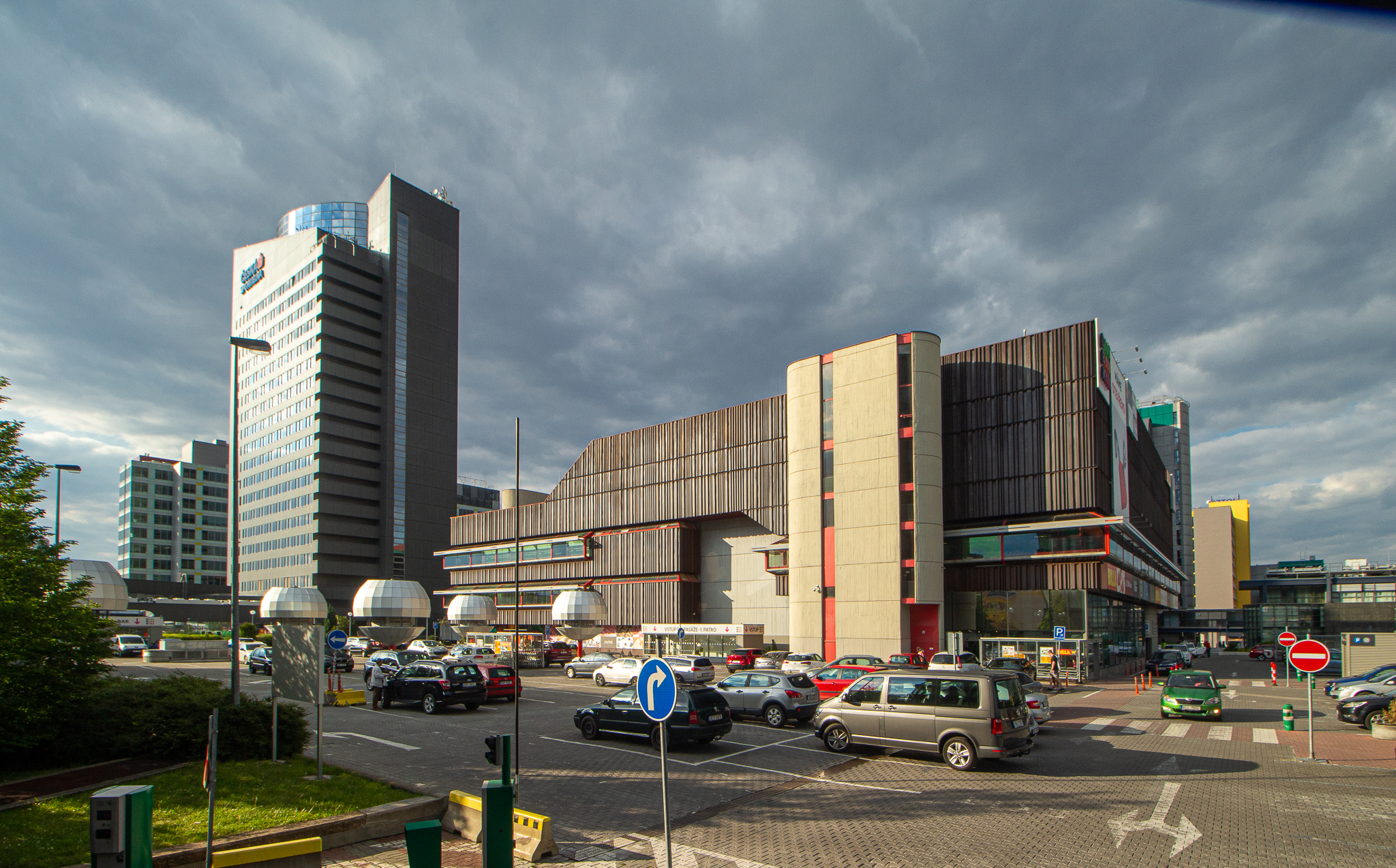